# Ciacova
Ciacova (ungarsk: Csák; tysk: Tschakowa; serbisk: Чаково; tyrkisk: Çakova) er en by i distriktet Timiș i Rumænien. Den administrerer fire landsbyer: Cebza, Makedonien, Obad og Petroman. Da den blev erklæret en by i 2004, blev landsbyerne Gad og Ghilad, som den administrerede indtil da, skåret fra for at danne Ghilad kommune.
Byen har 5.434 (2021) indbyggere.

## Geografi
Ciacova ligger på Timiș-sletten ved Timișul Mort-floden, omkring 28 km sydvest for Timișoara.
Landskabet er fladt med en svag hældning mod sydvest i Banat-flodernes afvandingsområde til Tisza. Timiș-sletten var oprindeligt forbundet med Pannoniske slette, dannet i Kvartærtiden af vandet, der opstemmede det Pannoniske Hav der i Mesozoikum blev en del af Karpaterne.
Der er små lavninger (cenotes), rester af søer, damme eller sumpe, der eksisterede her indtil det 18. århundrede, hvor det østrig-ungarske imperium udførte en omfattende plan for dræning og opdæmning. I dag kan resterne af disse damme ses på markerne i form af lidt uddybede cirkler.